# Pristicerops albosignatus
Pristicerops albosignatus är en stekelart som först beskrevs av Heinrich Habermehl 1920.
Pristicerops albosignatus ingår i släktet Pristicerops och familjen brokparasitsteklar. Inga underarter finns listade i Catalogue of Life.